# Huangjin (socken i Kina, Hunan)
Huangjin (kinesiska: 黄金, 黄金乡) är en socken i Kina. Den ligger i provinsen Hunan, i den södra delen av landet, omkring 16 kilometer nordväst om provinshuvudstaden Changsha. Antalet invånare är 14418. Befolkningen består av 7 031 kvinnor och 7 387 män. Barn under 15 år utgör 15,0 %, vuxna 15-64 år 73 %, och äldre över 65 år 10,0 %.
Genomsnittlig årsnederbörd är 1 710 millimeter. Den regnigaste månaden är maj, med i genomsnitt 305 mm nederbörd, och den torraste är oktober, med 46 mm nederbörd.